# Marija Gedroit
Marija Gedroit (n. 21 noiembrie 1986) este o handbalistă lituaniană care a jucat pentru clubul SCM Gloria Buzău pe postul de intermediar stânga. Gedroit este și componentă a echipei naționale a Lituaniei.

## Biografie
Marija Gedroit și-a petrecut perioada de juniorat la echipa RSK Eglė Vilnius, de unde a fost convocată și la echipele naționale de junioare și tineret ale Lituaniei. În 2003, handbalista făcut pasul la echipa de senioare a Eglė Vilnius, unde a rămas până în 2008 și cu care a jucat în fiecare an în cupele europene. În 2003–2004 a devenit golgheterul campionatului feminin lituanian.
Gedroit a evoluat apoi la echipe din Cehia, Polonia sau Islanda, fiind una din cele mai bune marcatoare. În sezonul 2011–2012 ea a fost golgheterul campionatului Islandei, în timp ce juca pentru Haukar Hafnarfjörður.
S-a transferat apoi la Kisvárdai KC, iar ulterior la echipa germană Bayer 04 Leverkusen. În vara anului 2018 Gedroit s-a transferat la CSU Danubius Galați. În acea perioadă echipa gălățeană a avut probleme financiare și a fost în cele din urmă preluată de clubul municipalității, CSM Galați. Trei jucătoare, printre care Gedroit, au refuzat oferta noului club și s-au transferat. Gedroit a semnat cu SCM Gloria Buzău, iar în 2019 s-a transferat la Madeira Andebol.

## Palmares
- Liga Campionilor:
  - Calificări: 2005

- Cupa Cupelor:
  - Turul 2: 2004

- Cupa EHF:
  - Turul 3: 2005, 2007, 2008
  - Turul 2: 2006, 2009

- Campionatul Lituaniei:
  -  Câștigătoare: 2004, 2005, 2006, 2007, 2008, 2009

## Distincții personale
- Cea mai bună marcatoare din campionatul Lituaniei: 2003–2004
- Cea mai bună marcatoare din campionatul Islandei: 2011–2012 (159 de goluri în 24 de meciuri)
- Cea mai bună handbalistă lituaniană: 2017 (împreună cu Brigita Ivanauskaitė)[18]